# Haapojärvi (sjö i Joensuu, Norra Karelen)
Haapojärvi är en sjö i kommunen Joensuu i landskapet Norra Karelen i Finland. Sjön ligger 128,4 meter över havet. Den är 7,4 meter djup. Arean är 50 hektar och strandlinjen är 6,83 kilometer lång. Sjön  ingår i Jänisjokis huvudavrinningsområde.   Den ligger omkring 36 kilometer öster om Joensuu och omkring 400 kilometer nordöst om Helsingfors. 